# Slavičky
Slavičky är en ort i Tjeckien.   Den ligger i regionen Vysočina, i den sydöstra delen av landet, 150 km sydost om huvudstaden Prag. Slavičky ligger 489 meter över havet och antalet invånare är 210.
Terrängen runt Slavičky är platt.Runt Slavičky är det ganska glesbefolkat, med 40 invånare per kvadratkilometer. Närmaste större samhälle är Třebíč, 7,7 km nordväst om Slavičky. Trakten runt Slavičky består till största delen av jordbruksmark.